# Casearia mexiae
Casearia mexiae är en videväxtart som beskrevs av Noel Yvri Sandwith. Casearia mexiae ingår i släktet Casearia och familjen videväxter. Inga underarter finns listade i Catalogue of Life.